# آروشاد آواکیان
آرِوشاد خُسرُوی آواکیان (ارمنی: Արևշատ Խոսրովի Ավագյան زاده ۲۴ ژوئیه ۱۹۴۰) شاعر، روزنامه‌نگار، مترجم و نقاش اهل ارمنستان است.

## زندگی‌نامه
وی در سال ۱۹۴۰ در شهر آشتاراک، ارمنستان متولد شده‌است. در سال ۱۹۶۶ در رشته ادبیات از دانشگاه دولتی ایروان فارغ‌التحصیل شد.
در سال‌های ۷۱–۱۹۶۶ سردبیر نشریه «آوانگارد» بود.
در سال‌های ۷۳–۱۹۷۱ در تلویزیون ارمنستان بعنوان سردبیر ارشد کار کرده و در بین سال‌های ۷۵–۱۹۷۳ قسمت ادبی ماهنامه «گارون» را اداره کرده و از سال ۱۹۷۶ به بعد معاون سردبیر همین ماهنامه است.
آواکیان عضو اتحایه نقاشان ارمنستان و همچنین اتحایه روزنامه‌نگاران ارمنستان می‌باشد.
اشعار آروشاد آواکیان تاکنون در هشت کتاب منتشر شده‌است.

## جوایز
وی برنده مدال موسس خورناتسی شده‌است.